# 9587 Бонпланд
9587 Бонпланд (9587 Bonpland) — астероїд головного поясу, відкритий 16 жовтня 1990 року.
Тіссеранів параметр щодо Юпітера — 3,367.